# Saint-Cosme-en-Vairais

Saint-Cosme-en-Vairais este o comună în departamentul Sarthe, Franța. În 2009 avea o populație de 2,001 de locuitori.